# Are You Gonna Go My Way
|  | Aquest article tracta sobre l'àlbum de Lenny Kravitz. Si cerqueu la cançó de Lenny Kravitz, vegeu «Are You Gonna Go My Way (cançó)». |

Are You Gonna Go My Way és el tercer àlbum d'estudi del músic de rock estatunidenc Lenny Kravitz, va ser llança el 9 de març del 1993, per Virgin Records America. Va ser enregistrat als Waterfront Recording Studios, Hoboken, Nova Jersey.

## Llista de cançons
1. "Are You Gonna Go My Way" (Kravitz, Craig Ross) – 3:31
2. "Believe" (Kravitz, Hirsch) – 4:50
3. "Come on and Love Me" (Kravitz) – 3:52
4. "Heaven Help" (Gerry DeVeaux, Terry Britten) – 3:10
5. "Just Be a Woman" (Kravitz) – 3:50
6. "Is There Any Love in Your Heart?" (Kravitz, Ross) – 3:39
7. "Black Girl" (Kravitz) – 3:42
8. "My Love" (Kravitz, Ross) – 3:50
9. "Sugar" (Kravitz) – 4:00
10. "Sister" (Kravitz) – 7:02
11. "Eleutheria" (Kravitz) – 4:48

## Crèdits del disc
- Muntat i remesclat per Henry Hirsch
- Masteritzat per Greg Calbi als Sterling Sound Studios
- Direcció artística per Len Peltier
- Disseny per Jean Krikorian i Len Peltier
- Fotografia de portada per Jean-Baptiste Mondino